# Akabeisoft2
Akabeisoft2 (japanisch 有限会社AKABEiSOFT2 Yūgen-gaisha AKABEiSOFT2, japanisch transkribiert あかべぇそふとつぅ Akabē sofuto tsū) ist eine japanische Firma, die Visual Novels für Erwachsene produziert und aus dem ehemaligen Doujin-Zirkel Akabei Soft hervorgegangen ist. Einige der Spiele von Akabeisoft2 wurden als Consumer Ports veröffentlicht.
Zum Beispiel veröffentlichte 5pb. W.L.O. Sekai Renai Kikō für die Xbox 360 und Yeti brachte Tamayura auf die PlayStation 2 und portiert Sharin no Kuni, Himawari no Shōjo nicht mehr. G Senjō no Maō von Akabeisoft2 fand großen Anklang und wurde 2008 zusätzlich zum Hauptpreis mit dem Bishōjo Game Award Gold in den Kategorien Szenario und Grafik ausgezeichnet. W.L.O. Sekai Renai Kikō wurde 2009 mit dem Silberpreis des Moe Game Award in der Kategorie Charakterdesigner ausgezeichnet.

## Marken
- Akabeisoft3
- Cosmic Cute
- Effordom Soft
- Applique
- Akatsuki Works

## Frühere Marken
- Akabeisoft2 TRY
- Applique Sister (Alle Mitglieder sind Akabeisoft3 beigetreten)
- Akatsuki Works Black (Alle Mitglieder sind Akabeisoft3 beigetreten)
- Shallot (Alle Mitglieder sind Akabeisoft3 beigetreten)
- Spermaniax (Alle Mitglieder sind Akabeisoft3 beigetreten)
- Syangrila (Alle Mitglieder sind Akabeisoft3 beigetreten)
- Syangrila Smart (Alle Mitglieder sind Akabeisoft3 beigetreten)
- Team It’s (Alle Mitglieder sind Akabeisoft3 beigetreten)
- Wheel

## Entwickelte Spiele
- Tamayura, 2005
- Sharin no Kuni: The Girl Among the Sunflowers, 2005
- Tamayura: Ryoujoku Side, 2006
- Sono Yokogao wo Mitsumete Shimau: A Profile Kanzenban, 2006 (remade version of Akabeisoft's A Profile)
- Konna Ko ga Itara, Boku wa Mou...!!, 2006
- Sharin no Kuni, Yūkyū no Shōnenshōjo, 2007
- The Devil on G-String, 2008
- Konboku Mahjong: Konna Mahjong ga Attara Boku wa Ron!, 2008
- W.L.O. Sekai Renai Kikō, 2009
- Okiba ga Nai!, 2010
- Kōrin no Machi, Lavender no Shōjo, 2010
- Oresama no RagnaRock, 2010 (developed by Akabeisoft2 TRY)
- Yaya, Okiba ga nai!, 2011